# Goranka Tuhtan
Goranka Tuhtan (Rijeka, 1974.) hrvatska je operna pjevačica - mezzosopranistica.

## Životopis
Diplomirala je solo pjevanje na Visokoj školi za glazbenu umjetnost “Ino Mirković”, Lovran, po licenciji Moskovskog državnog konzervatorija “P.I.Tchaikovsky” kao sopran u ulogama Contesse i Marcelline iz opere W. A. Mozarta „Le nozze di Figaro“, te Margherite iz opere A. Boita „Mefistofele“. Usavršava vokalnu tehniku u Sloveniji i Italiji kod nekoliko svjetski poznatih pjevača i pedagoga, od kojih izdvaja Vlatku Oršanić, Eleonoru Janković i Alessandra Svaba, u klasi kojeg je pohađala i nekoliko master-classova u Italiji i Sloveniji, te masterclass kod glasovite operne pjevačice Nelli Manuilenko. Bila je na masterclassu i kod glasovite sopranistice M. Freni u Viareggiu, Italija. Specifična boja njenog glasa i raspon od preko tri oktave, oblikuju bogati sopran lirico pieno, a izvorna talijanska belcanto tehnika koju koristi danas se rijetko susreće. Goranka izvodi klasične koncerte od 1998. u Hrvatskoj, Sloveniji i Italiji, od kojih izdvaja prvi koncert u čast svjetskog tenora C. Cossutte u Santa Croceu (Italija) kojeg je snimao talijanski RAI. Sudjelovala je i na nekoliko međunarodnih natjecanja za operne pjevače gdje je bila zamijećena: “Ondina Otta” u Mariboru (Slovenija), u Schiu (Italija), “R. Zandonai” u Riva del Garda (Italija), Budrio (Italija), Natjecanje „Puccini“ u Zagrebu 2008. godine i dr. Osnivačica je projekta "Radionica solo pjevanja", uspješno održane u nekoliko gradova. Sudjeluje u nekoliko interesantnih projekata od kojih izdvaja Opera na jezeru (Lokve, Gorski kotar, Hrvatska), Opera ship (Opatija, Hrvatska), Opera među zvijezdama (zvjezdarnica Rijeka, Hrvatska), projekt opera za djecu "Mijau", i dr., a ističe se i u ulozi Volpina u Handelovoj operi "Ljekarnik". Do 2018. godine gradi karijeru kao dramski sopran, iste godine mijenja fah i dalje nastavlja karijeru kao mezzosopran. 

## Projekti i glazbeni linkovi

#### Projekt "Tajni svijet Dore Pejačević"
Goranka Tuhtan jedan je od inicijatora i izvođača na projektu "Tajni svijet Dore Pejačević" kojemu je cilj snimiti i putem koncerata u Hrvatskoj i izvan nje promovirati vokalni opus prve hrvatske skladateljice Dore Pejačević.
„Tajni svijet Dore Pejačević“ je projekt kojemu je cilj snimiti, masterizirati i izdati cjelokupni vokalni opus Dore Pejačević te izraditi video spote na njene skladbe (naknadno je u planu isto i na njemačkome jeziku). Video materijali snimani su u Našicama na lokacijama u kojima je Dora Pejačević boravila, a audio materijal sniman je u Vili Angiolina u Opatiji. U projektu kao izvođači sudjeluju Goranka Tuhtan, sopran, Vladimir Babin na glasoviru te Suzana Matušan na violini. Konačna vizija ovog projekta je promocija skladateljice u Hrvatskoj i u inozemstvu. Za audio i video produkciju zadužen je Marin Tuhtan. Vokalni opus Dore Pejačević ostao je godinama poslije njezine smrti uglavnom zaboravljen i nikada dosad nije izdan na nosaču zvuka.

## Vanjske poveznice
- Novi List: Okus« opere se ne zaboravlja